# Criatures (grup de música)
Criatures és un grup català de música folk creat l'any 2013. El grup està format pel duet de Marçal Ramon (acordió diatònic) i Ivó Jordà (gralla), amb l'acompanyament d'Iu Boixader (Contrabaix) i Marc Vall (percussió). El grup gira al voltant del que defineixen com a «cambra d'arrel», en un intent d'apropar la música tradicional a la música de cambra i té com a referent el duet del duet del tenorista Jordi Molina i l'acordionista Perapau Ximenis. El seu repertori combina temes propis, tradicionals i vuitcentistes.
El 2016 guanya el IX Concurs Sons de la Mediterrània. El 2017 treuen el seu primer disc, Taumàtrop (Picap) i dos anys més tard el segon, Praxinoscopi (Microscopi, 2019), el qual guanya el Premi Enderrock per votació popular al Millor disc de folk 2019. Han actuat a diversos punts dels Països Catalans com al FIMPT, el Tradicionàrius, la Fira Mediterrània de Manresa, el Mercat de Música Viva de Vic o el Xàbia Folk. També han tocat a diversos punts de l'estranger com el Hong Kong Arts Festival i ha col·laborat amb artistes i projectes diversos com Kepa Junkera, l'Orquestra Filharmònica de Catalunya i el musical La Balada del Sabater d'Ordis.